# David II (roi de Kakhétie)
Pour les articles homonymes, voir David II et David.
David II (en géorgien : დავით II, Davit II) ou Imām Qoulī Khān (იმამყულ-ხანი ; 1678–1722), de la dynastie des Bagration, gouverne la Kakhétie de 1703 à 1722.

## Biographie
David II est le fils aîné du roi Héraclius Ier et de son épouse Anna, fille du prince Schermazan Ier Iroubakidzé-Tcholaqaschvili. Il est élevé à la cour séfévide d’Ispahan où il se convertit à l’islam sous le nom d’Iman Qouli Khan.
Nommé Vali (« vice-roi ») par le Chah en 1703 lorsque son père se retire en Iran, il réside dans l’est de la Kakhétie, à la frontière du Chirvan, pour contenir la poussée des Lezsguiens. À la mort de son père en 1709, il reçoit l’investiture de Chah Huseyin comme roi de Kakhétie, mais il est immédiatement appelé à son tour à la cour du Chah. Teimouraz, frère cadet du roi et époux de Thamar, la fille de Vakhtang VI de Karthli, gouverne le pays pendant cinq ans à la place de David II.
En 1715, Iman Qouli Khan revient de Perse et monte effectivement sur le trône. Son règne est essentiellement consacré à une lutte, le plus souvent vaine, contre les incursions des montagnards pillards du Daghestan. Il conclut pour ce faire une alliance avec l’autre roi vassal des Perses, Jessé Ier Ali Qouli-Khan, mais ils subissent une défaite et la zone frontalière de la Kakhétie est durablement occupée par les tribus de Lezsguiens. Après 1719, il renouvelle son alliance avec le nouveau roi de Karthli Vakhtang VI Hussain Qouli Khan mais sans plus d’effet. David II meurt dans sa résidence d’été de Magharo en 1722 et est inhumé à Qom en  Iran.

## Mariage et descendance
David a épousé la princesse musulmane Fakhouridjan Bégoum, fille de Tchoukhouri-Zadeh, prince de Tarkou, dont :
- Levan Mahmoud Mirza ;
- Alexandre III Ali Mirza ;
- Khalnar Reza ;
- Bagrat Reza.

## Sources
- Cyrille Toumanoff, Les dynasties de la Caucasie chrétienne de l'Antiquité jusqu'au XIXe siècle : Tables généalogiques et chronologiques, Rome, 1990, p. 164.
- Alexandre Manvélichvili, Histoire de la Géorgie, Nouvelles Éditions de la Toison d'Or, Paris, 1951, p. 312-313.